# Haveluloto
Haveluloto – miasto na Tonga; na wyspie Tongatapu. Według danych oficjalnych na dzień 30 listopada 2011 roku liczyło 3465 mieszkańców.